# Svenska Spetsbergenexpeditionen 1890
Svenska Spetsbergenexpeditionen 1890 leddes av Gustaf Nordenskiöld och genomfördes tillsammans med Johan Alfred Björling och Axel Klinckowström. Den finansierades av Oscar Dickson. Gustav Nordenskiölds far Adolf Erik Nordenskiöld låg delvis bakom, eftersom han ville uppmuntra sonen att göra upptäcktsresor.
Expeditionen ledde till insamlande av miocena växtfossiler, vilka bearbetades av Alfred Nathorst på Naturhistoriska riksmuseet.